# باول فيليبس
باول فيليبس (بالإنجليزية: Paul Phillips)‏ هو لاعب كرة قاعدة أمريكي، ولد في 15 أبريل 1977 في ديموبوليس في الولايات المتحدة.

## وصلات خارجية
- باول فيليبس على موقع دوري كرة القاعدة الرئيسي (الإنجليزية)
- باول فيليبس على موقعبيزبول رفرنس.كوم (الدوري الرئيسي) (الإنجليزية)
- باول فيليبس على موقعبيزبول رفرنس.كوم (الدوري الثانوي) (الإنجليزية)
- باول فيليبس على موقع إي إس بي إن.كوم (أم.أل.بي) (الإنجليزية)
- باول فيليبس على موقع مشجعي الرسوم البيانية (الإنجليزية)